# Mulay 'Abd al-'Aziz
Mulay 'Abd al-'Aziz (in arabo: مُولَاي عَبْد ٱلْعَزِيز; in bebero: ⵎⵓⵍⴰⵢ ⵄⴱⴷ ⵍⵄⴰⵣⵉⵣ; Marrakech, 25 febbraio 1881 – Tangeri, 10 giugno 1943) è stato il sultano del Marocco dal 1894 al 1908.
Sultano del Marocco della dinastia alawide, salì al trono nell'anno della morte del padre Hasan I, regnando fino a quando la ribellione del fratello maggiore Mulay ʿAbd al-Ḥāfīẓ lo costrinse ad abdicare. Il suo debole governo diede il via all'occupazione francese.